# Асада Мао

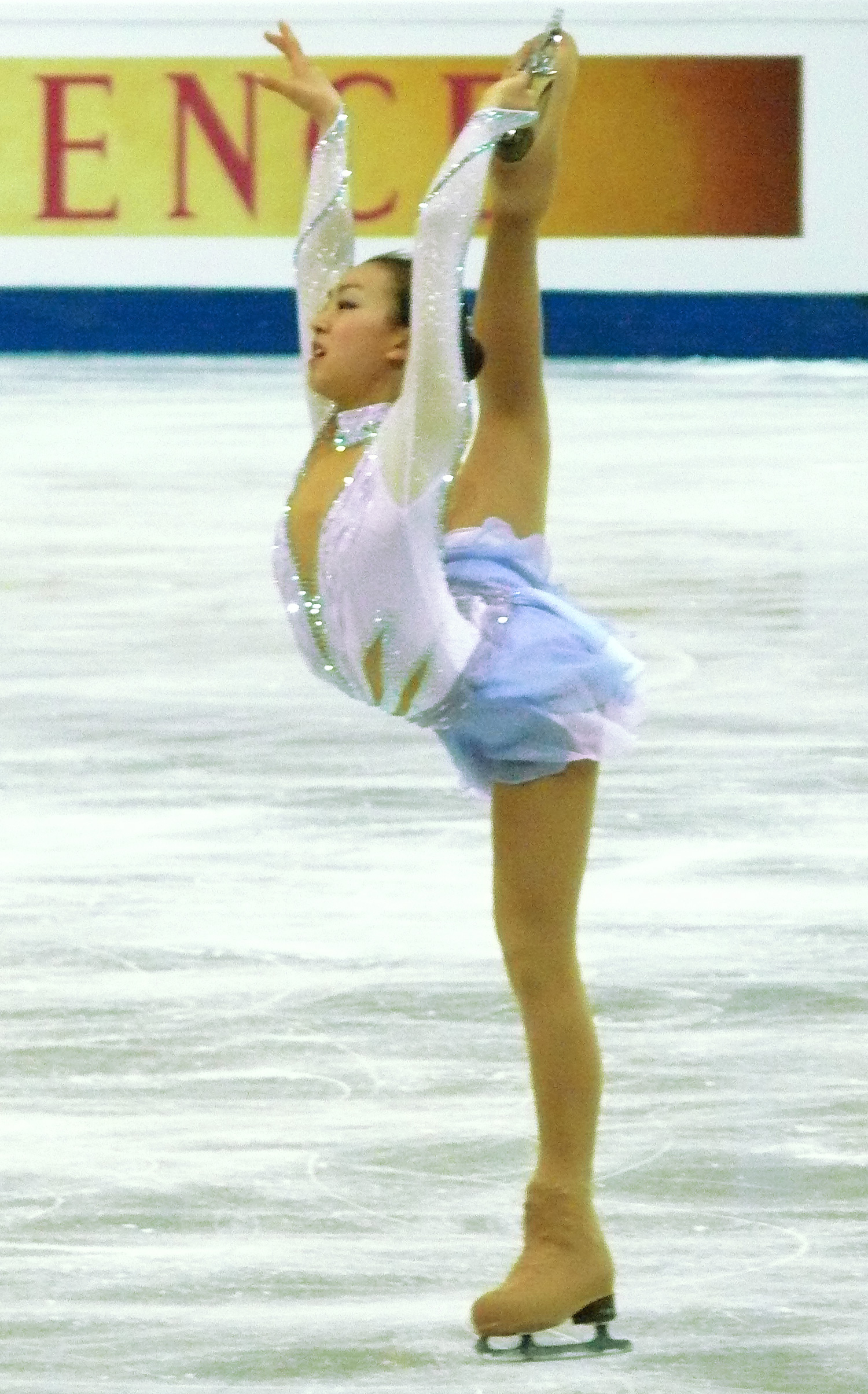
Мао Асада на Чемпіонаті світу з фігурного катання 2008 року

Аса́да Ма́о (яп. 浅田真央, あさだまお; 25 вересня 1990, Наґоя, Японія) — японська фігуристка, що виступає у жіночому одиночному фігурному катанні. Чемпіонка світу з фігурного катання 2008 та 2010 років, переможиця Чемпіонату чотирьох континентів 2008 року, чемпіонка світу серед юніорів 2005 року, дворазова переможиця фіналів Гран-прі (2005 і 2008 роки), триразова переможиця національних першостей Японії з фігурного катання (2007—09 роки, поспіль).
Катання Асади Мао вирізняє витончені жіночність і артистизм, водночас технічна бездоганність. Своєрідною «візитівкою» фігуристки є обертання Більманн. Асада першою з фігуристок-одиночниць виконала потрійний аксель ще в юніорському віці.
У 2006 році на етапі серії Гран-прі «Трофеї NHK» Мао встановила світовий рекордний результат за сумою обох програм.

## Біографія
Початково Асада Мао займалася балетом. Пізніше за прикладом старшої сестри Асади Май (також фігуристка, що виступає на міжнародному рівні) переключилась на фігурне катання.

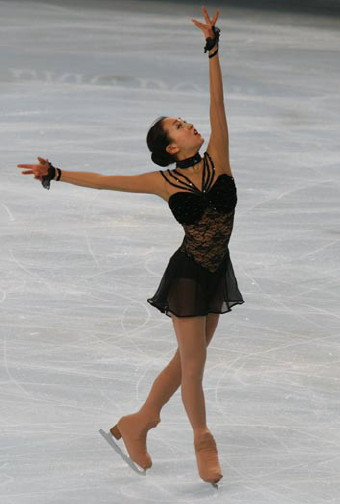
Асада Мао на турнірі «Trophée Eric Bompard» 2008 року

У 2005 році на Чемпіонаті Японії з фігурного катання Мао стала першою жінкою, що виконала в межах однієї програми (довільної) два потрійних акселі. Вона стала другою на тому Чемпіонаті, але з огляду на юний вік не змогла взяти участь у ХХ Зимовій Олімпіаді (Турин, 2006).
На початку кар'єри Асада тренувалася на батьківщині в Японії, але в серпні 2006 року перебралася до США, щоб навчатася майстерності в групі Рафаеля Арутюняна. Са́ме там їй вдалося уникнути переповнених японських ковзанок і тиску з боку японських ЗМІ.
Також Асада брала уроки і в Росії (влітку 2007 року) — в Тетяни Тарасової.
Напередодні Чемпіонату Чотирьох континентів з фігурного катання 2008 року Асада Мао припинила співпрацю з Арутюняном і повернулась до Японії. Саме цей рік (2008) став допоки найвдалішим у її спортивній кар'єрі — вона виграла практично всі найбільші міжнародні старти (золото на Чемпіонатах Чотирьох Континентів, світу, національному японському, срібло у Фіналі серії Гран-Прі).
В червні 2008 року Асада Мао оголосила про те, що готуватиметься до сезону 2008/2009 года під керівництвом Т. А. Тарасової. Притому Асада продовжує фактично самостійні тренування на базі Університету Наґої, а до Тетяни Тарасової у Москву навідується лише час від часу. Так само і визнаний радянський і російський фахівець Т. Тарасова подеколи приїжджає до спортсменки в Японію, а також супроводжує її на найважливіших змаганнях.
В сезоні 2008/2009 Мао вдруге за кар'єру виграла Фінал Гран-прі з фігурного катання, виконавши в довільній програмі знову два потрійних акселя. На Чемпіонаті Чотирьох континентів з фігурного катання 2009 року Мао схибила в короткій програмі, опинившись за її результатами на 6-й позиції, зате завдяки вдалому прокату довільної спромоглася завоювати бронзу на цих змаганнях. А от на головному старті сезону 2008/2009 — Чемпіонаті світу з фігурного катання 2009 року в Лос-Анджелесі Асада Мао посіла 4-е місце, хоча після короткої була на 3-му місці, а ось у довільній і за сумою балів поступилася співвітчизниці Андо Мікі, здобувши з нею разом для Японії знову три путівки на наступний ЧС з фігурного катання і 3 олімпійські ліцензії для японських фігуристок-одиночниць для участі на XXI Зимовій Олімпіаді (Ванкувер, 2010).

## Спортивні досягнення

### після 2008 року
| Змагання/Сезони                                     | 2008/2009 | 2009/2010 |  |
| --------------------------------------------------- | --------- | --------- |  |
| Зимові Олімпійські ігри                             |           | 2         |  |
| Чемпіонати світу з фігурного катання                | 4         | 1         |  |
| Чемпіонати Чотирьох континентів з фігурного катання | 3         |           |  |
| Чемпіонати Японії з фігурного катання               | 1         |           |  |
| Фінали Гран-Прі                                     | 1         |           |  |
| Етапи Гран-прі: «Trophée Eric Bompard»              | 2         |           |  |
| Етапи Гран-прі: «NHK Trophy»                        | 1         |           |  |

### До 2008 року
| Змагання/Сезони                                     | 2002—2003 | 2003—2004 | 2004—2005 | 2005—2006 | 2006—2007 | 2007—2008 |
| --------------------------------------------------- | --------- | --------- | --------- | --------- | --------- | --------- |
| Чемпіонати світу з фігурного катання                |           |           |           |           | 2         | 1         |
| Чемпіонати Чотирьох континентів з фігурного катання |           |           |           |           |           | 1         |
| Чемпіонати світу з фігурного катання серед юніорів  |           |           | 1         | 2         |           |           |
| Чемпіонати Японії з фігурного катання               | 7         | 8         | 2         | 2         | 1         | 1         |
| Фінали Гран-Прі                                     |           |           |           | 1         | 2         | 2         |
| Етапи Гран-Прі: «Trophée Eric»                      |           |           |           | 1         |           | 1         |
| Етапи Гран-Прі: «Skate Canada»                      |           |           |           |           |           | 1         |
| Етапи Гран-Прі: «Skate America»                     |           |           |           |           | 3         |           |
| Етапи Гран-Прі: «NHK Trophy»                        |           |           |           |           | 1         |           |
| Етапи Гран-Прі: «Cup of China»                      |           |           |           | 2         |           |           |

## Виноски
1. ↑  Асада встановила «рекорд» у фігурному катанні [Архівовано 3 грудня 2013 у Wayback Machine.](рос.)
2. ↑  Тарасова допомагає Асаді(рос.)[недоступне посилання з лютого 2019]
3. ↑  Там же. Архів оригіналу за 28 червня 2008. Процитовано 22 березня 2009.
4. ↑  Тетяна Тарасова: «Ще трохи, і я зможу відійти вбік» // Інтерв'ю російській газеті «Спорт-Экспресс», за 31 січня 2009 року [Архівовано 1 лютого 2009 у Wayback Machine.](рос.)
5. ↑  Результати короткої програми на турнірі фігуристок-одиночниць на Чемпіонаті світу 2009 року з фігурного катання [Архівовано 5 листопада 2019 у Wayback Machine.] // офіційний сайт ІСУ
6. ↑  Результати довільної програми на турнірі фігуристок-одиночниць на Чемпіонаті світу 2009 року з фігурного катання [Архівовано 5 листопада 2019 у Wayback Machine.] // офіційний сайт ІСУ